# Lo Pont de Santa Eulalia
Pont-en-Royans és un municipi francès situat al departament de la Isèra i a la regió d'Alvèrnia-Roine-Alps. L'any 2007 tenia 879 habitants.

## Demografia

### Població
El 2007 la població de fet de Pont-en-Royans era de 879 persones. Hi havia 420 famílies de les quals 176 eren unipersonals (80 homes vivint sols i 96 dones vivint soles), 144 parelles sense fills, 52 parelles amb fills i 48 famílies monoparentals amb fills.
La població ha evolucionat segons el següent gràfic:
Habitants censats

### Habitatges
El 2007 hi havia 532 habitatges, 430 eren l'habitatge principal de la família, 40 eren segones residències i 62 estaven desocupats. 295 eren cases i 236 eren apartaments. Dels 430 habitatges principals, 212 estaven ocupats pels seus propietaris, 193 estaven llogats i ocupats pels llogaters i 24 estaven cedits a títol gratuït; 18 tenien una cambra, 47 en tenien dues, 98 en tenien tres, 135 en tenien quatre i 131 en tenien cinc o més. 148 habitatges disposaven pel capbaix d'una plaça de pàrquing. A 233 habitatges hi havia un automòbil i a 115 n'hi havia dos o més.

### Piràmide de població
La piràmide de població per edats i sexe el 2009 era:
| Homes | Edats   | Dones |
| ----- | ------- | ----- |
| 0     | 95 o +  | 4     |
| 0     | 90 a 94 | 16    |
| 8     | 85 a 89 | 16    |
| 4     | 80 a 84 | 8     |
| 16    | 75 a 79 | 20    |
| 32    | 70 a 74 | 48    |
| 28    | 65 a 69 | 44    |
| 8     | 60 a 64 | 16    |
| 32    | 55 a 59 | 16    |
| 16    | 50 a 54 | 28    |
| 36    | 45 a 49 | 32    |
| 32    | 40 a 44 | 36    |
| 32    | 35 a 39 | 32    |
| 28    | 30 a 34 | 28    |
| 24    | 25 a 29 | 32    |
| 8     | 20 a 24 | 4     |
| 20    | 15 a 19 | 8     |
| 36    | 10 a 14 | 28    |
| 36    | 5 a 9   | 28    |
| 24    | 0 a 4   | 16    |

## Economia
El 2007 la població en edat de treballar era de 534 persones, 376 eren actives i 158 eren inactives. De les 376 persones actives 328 estaven ocupades (172 homes i 156 dones) i 48 estaven aturades (28 homes i 20 dones). De les 158 persones inactives 66 estaven jubilades, 34 estaven estudiant i 58 estaven classificades com a «altres inactius».

### Ingressos
El 2009 a Pont-en-Royans hi havia 380 unitats fiscals que integraven 774 persones, la mediana anual d'ingressos fiscals per persona era de 15.813,5 €.

### Activitats econòmiques
Dels 52 establiments que hi havia el 2007, 3 eren d'empreses extractives, 2 d'empreses alimentàries, 1 d'una empresa de fabricació de material elèctric, 1 d'una empresa de fabricació d'altres productes industrials, 8 d'empreses de construcció, 11 d'empreses de comerç i reparació d'automòbils, 4 d'empreses de transport, 8 d'empreses d'hostatgeria i restauració, 1 d'una empresa immobiliària, 3 d'empreses de serveis, 7 d'entitats de l'administració pública i 3 d'empreses classificades com a «altres activitats de serveis».
Dels 16 establiments de servei als particulars que hi havia el 2009, 1 era una gendarmeria, 1 oficina de correu, 2 tallers de reparació d'automòbils i de material agrícola, 1 autoescola, 3 paletes, 1 lampisteria, 2 empreses de construcció, 1 perruqueria, 3 restaurants i 1 agència immobiliària.
Dels 6 establiments comercials que hi havia el 2009, 1 era una botiga de menys de 120 m², 3 fleques, 1 una carnisseria i 1 una botiga de material esportiu.
L'any 2000 a Pont-en-Royans hi havia 4 explotacions agrícoles.

## Equipaments sanitaris i escolars
L'únic equipament sanitari que hi havia el 2009 era una farmàcia.
El 2009 hi havia una escola elemental. Pont-en-Royans disposava d'un col·legi d'educació secundària amb 271 alumnes.

## Poblacions més properes
El següent diagrama mostra les poblacions més properes.